# Bothriocraera
Bothriocraera är ett släkte av steklar. Bothriocraera ingår i familjen sköldlussteklar.
Kladogram enligt Catalogue of Life:
| Bothriocraera | \| \| Bothriocraera bicolor \| \| \| \| \| \| Bothriocraera flavipes \| \| \| \| |
|               | \| \| Bothriocraera bicolor \| \| \| \| \| \| Bothriocraera flavipes \| \| \| \| |
|               | Bothriocraera bicolor                                                            |
|               |                                                                                  |
|               | Bothriocraera flavipes                                                           |
|               |                                                                                  |